# Geschwister Pfister
Die Geschwister Pfister sind eine Gruppe schweizerisch-deutscher Musikkabarettisten.

## Geschichte
Das Projekt wurde Anfang der 1990er Jahre von den Schauspielern Christoph Marti (der über sich selbst sagt, am Berliner Schillertheater „herumgestümpert“ zu haben), Tobias Bonn, Max Gertsch und Lilian Naef in Berlin gegründet. Die Ursprungsformation bestand aus den vier Charakteren „Ursli“, „Toni“, „Lilo“ und „Willi Pfister“, der erfundenen Biografie nach vier Waisenkinder aus Zermatt (wobei es auch in Wien-Kaisermühlen einmal vier Schwestern des Namens Pfister gab). Nachdem Lilo (Lilian Naef) und Willi (Max Gertsch) ausgestiegen waren, kam „Fräulein Schneider“ (Andreja Schneider) dazu und heiratete Toni (Tobias Bonn), sodass die Truppe weiterhin eine Bühnenfamilie blieb.
Im wahren Leben sind Christoph Marti und Tobias Bonn miteinander verpartnert; Andreja Schneider wurde in Kroatien geboren und lebt seit frühester Jugend in Deutschland.
Das singende Trio wird instrumental begleitet von der Jo Roloff Band (Johannes Roloff (Klavier), Jürgen „Speedy“ Schäfer (Kontrabass), Immo Hofmann (Schlagzeug) und Andreas David (Gitarren)). Seit dem Programm „Ohne di' da gehts halt net“ spielt Gary Schmalzl die Gitarren.
Sie singen und spielen stets live.

## Rezeption
- Der Tagesspiegel schrieb 2006: „Mit schrill-schräg-komisch-schönen Programmen haben sie sich in den letzten zehn Jahren einen Namen gemacht, mit eklektizistischem Griff in die Unterhaltungskiste des letzten Jahrhunderts haben sie sich bedient, wo immer sie fündig wurden: Revue-Märchen, Volkslied, Hollywood-Schmelz-Schmalz, Bossa-Nova, Vaudeville-Romantik, Swing, Jodler, Pop und vieles mehr wurde aufgegriffen und mit der ihnen eigenen Mischung aus liebevoller Zugewandtheit und haifischähnlicher Boshaftigkeit in ein neues Licht gerückt. Mit ihren stets wohl durchdachten Showkonzepten haben sie eine Nische geschaffen, die sich mit keinem Genre mehr benennen lässt, außer es gibt die Etikettierung für intelligentes und erstklassiges Entertainment: Las Vegas mit schweizerischem Charme!“[6]
- Silke Böttcher bezeichnete das Trio 2007 in der Berliner Morgenpost als „Spezialisten für die kontrollierte Überdosis an Kitsch“.[7]
- Ein Kritiker der Stuttgarter Zeitung schrieb 2008, dass der Humor „Glückssache“ sei, weil nur „wenige Scherze“ wirklich zünden würden, empfand aber die ausgeklügelten Choreografien „weit über die verbreitete Comedy-Hampelei“ hinausgehend.[8]
- Gunda Bartels fasste 2009 im Tagesspiegel das damalige Programm als aus „Stargeflüster und Societyklatsch“ entwickelte „überkandidelte Parodie“ zusammen.[9]

## Auszeichnungen
- 1992: Berliner Kritikerpreis[3]
- 1993: Salzburger Stier[3]
- 1995: Prix Walo[3]
- 2014: Berliner Bär (B.Z.-Kulturpreis)[3]
- 2022: Schweizer Preis Darstellende Künste

## Bühnenprogramme
- 1991: Die Geschwister Pfister – Melodien fürs Gemüt
- 1993: Ursli und Toni Pfister – Nachtsalon in der Bar jeder Vernunft
- 1993: Ursli Pfister – A Pure Joy
- 1994: Im weißen Rößl am Wolfgangsee, Regie: Ursli Pfister (mit Otto Sander, Meret Becker, Max Raabe, Geschwister Pfister und Gerd Wameling)
- 1995: Die Geschwister Pfister – March for Glory
- 1997: Die Geschwister Pfister – The Great Space Swindle
- 1998: Die Geschwister Pfister – Party Heut' Nacht
- 1999: Die Geschwister Pfister – The Voice of Snow White
- 2000: Die Geschwister Pfister – On the Run. Eine Reise ins Glück
- 2001: Therapie Zwecklos, Regie: Christoph Marti (mit Meret Becker / Marietta Rohrer, Tobias Bonn, Stefan Kurt, Christoph Marti, Andreja Schneider, Ades Zabel, Benjamin Kiss)
- 2002: Ursula West – Daughter of Country
- 2002: Die Geschwister Pfister – Have a Ball!
- 2004: Andreja Schneider – Pension Schneider
- 2005: Ursula West – A Legend in my Time
- 2006: Die Geschwister Pfister – Home, Sweet Home!
- 2008: American Dreams – Ursli Pfister singt Randy Newman
- 2009: Die Geschwister Pfister – Die Geschwister Pfister in the Clinic
- 2011: Ursli & Toni Pfister – Servus Peter – Oh là là Mireille! mit dem Jo Roloff Trio
- 2013: Die Geschwister Pfister – Wie wär’s, wie wär's? Die Geschwister Pfister in der Toskana
- 2014: Clivia, Operette von Nico Dostal in der Komischen Oper Berlin mit den Geschwistern Pfister in drei Hauptrollen.[10]
- 2017: Ursli & Toni Pfister – Ohne di’ da geht’s halt net mit dem Jo Roloff Schrammelquintett
- 2019: Roxy und ihr Wunderteam, Operette von Paul Abraham in der Komischen Oper Berlin mit den Geschwistern Pfister in drei Hauptrollen.
- 2021: Ursli & Toni Pfister als Cindy & Bert – So, als ob du schwebtest mit den Jo Roloff-Singers & Band
- 2022: Die Geschwister Pfister – Relaxez-Vous! mit dem Jo Roloff Quartett

## Veröffentlichungen

### Hörbücher
- 2007: Sissi – Schicksalsweg einer Kaiserin, Roman von Marie Blank-Eismann, Vorlage für die Sissi-Filme mit Romy Schneider und Karlheinz Böhm.
- 2009: Die Geierwally nach Wilhelmine von Hillern, mit Musik von Mnozil Brass, Patmos audio 2009, ISBN 978-3-491-91302-8.

### CDs
- 1993: Ursli Pfister – A Pure Joy
- 1994: Im weißen Rößl am Wolfgangsee
- 1995: March for Glory
- 1996: Turn off the Bubble Machine
- 1997: The Great Space Swindle
- 1999: The Voice of Snow White
- 2000: On the Run. Eine Reise ins Glück
- 2002: Ursula West – Daughter of Country
- 2002: Have a Ball!
- 2005: Ursula West – A Legend in my Time
- 2008: American Dreams – Ursli Pfister singt Randy Newman
- 2009: The Clinic
- 2011: Servus Peter – Oh là là Mireille!
- 2013: Wie wär's, wie wär's? Die Geschwister Pfister in der Toskana

### Videos/DVDs
- 1993: Ursli Pfister – A Pure Joy (nur als VHS)
- 1994: Im weißen Rößl am Wolfgangsee
- 2000: On the Run. Eine Reise ins Glück
- 2005: Ursula West – Daughter of Country
- 2006: Home, Sweet Home!